# Ecosistema
Un ecosistema és un sistema natural que està format per un conjunt d'organismes vius (biocenosi) i el medi físic on es relacionen (biòtop), les relacions que estableixen entre si, així com les característiques físiques d'un lloc on viuen i les relacions entre el medi i els organismes.
Un ecosistema té en compte les complexes interaccions entre els organismes (plantes, animals, bacteris, algues, fongs i d'altres) que formen la comunitat (biocenosi) i els fluxos d'energia (endosomàtica i exosomàtica) i materials que la travessen.
Aquestes interaccions entre els organismes es donen mitjançant el que s'anomena xarxa tròfica o xarxa alimentària, que és una sèrie de cadenes alimentàries o tròfiques íntimament unides que s'estableixen de manera lineal entre organismes que pertanyen a diferents nivells tròfics.

## Estructura
Normalment, se'n diu que les parts són les diferents classes de components, és a dir, el biòtop i la biocenosi i els diferents tipus ecològics d'organismes (productors, depredadors, descomponedors,..). Els ecosistemes no són totalment homogenis, sinó que presenten parts, on les condicions a cada una d'aquestes són diferents. Està estructurat per diferents interfases, anomenades ecotons i per gradients direccionals de factors fisicoquímics del medi, ecoclines.
L'estructura física de l'ecosistema pot desenvolupar-se en direcció vertical i horitzontal: en els dos casos es parla d'estratificació.

## Tipus
- Desèrtic
- Ecosistema aquàtic
- Sabana
- Ecosistemes artificials
- Selva pluvial
- Tundra
- Prat
- taiga
- taiga nevada

## Destrucció
D'ecosistemes, n'hi ha per tot el planeta però a causa de la influència i a l'acció humana en una escala fins ara mai coneguda, se n'estan destruint molts. Alguns dels impactes ambientals de l'activitat humana sobre els ecosistemes són:
- Destrucció i fragmentació d'hàbitats
- Canvi climàtic
- Contaminació
- Espècies introduïdes
- Efecte cascada
- Sobreexplotació

Controlar el canvi dels ecosistemes pot ser un dels reptes més importants amb què la humanitat s'hagi d'enfrontar. La protecció dels ecosistemes naturals que queden en parcs naturals i altres àrees protegides és decisiva.